# Héctor Santos (Fußballspieler)
Héctor Santos (* 29. Oktober 1944; † 7. Mai 2019) war ein uruguayischer Fußballspieler.

## Verein
Torhüter Santos stand zu Beginn seiner Karriere 1965 in Reihen des Club Atlético Defensor. Er gehörte 1967 dem Kader Peñarols in der Primera División an. Mit den von Roque Máspoli als Trainer betreuten Aurinegros gewann er in jenem Jahr die uruguayische Meisterschaft. 1970 ist sodann eine Station beim Erstligisten Bella Vista verzeichnet. Von 1971 bis 1975 spielte er für Nacional Montevideo. 1976 war er zwar ebenfalls in der uruguayischen Hauptstadt bei Liverpool Montevideo aktiv. Im Jahr 1977 war er zudem beim Barcelona Sporting Club in Ecuador aktiv. 1978 wird er als Spieler des Centro Atlético Fénix geführt. In den beiden Folgejahren war Green Cross Temuco in Chile sein Arbeitgeber. Als letzte Karrierestation wird 1981 der Club Atlético Cerro ausgewiesen, bei dem er 53 Erstligaspiele absolviert haben soll.

## Nationalmannschaft
Santos war auch Mitglied der A-Nationalmannschaft Uruguays, für die er zwischen dem 15. April 1970 und dem 25. Februar 1976 14 Länderspiele absolvierte. Dabei musste er acht Gegentore hinnehmen. Santos nahm mit Uruguay an der Weltmeisterschaft 1970 teil. Auch bei der Weltmeisterschaft 1974 in Deutschland war er Teil des uruguayischen Aufgebots.

## Erfolge
- Uruguayischer Meister 1967